# Drúwaith Iaur
Drúwaith Iaur (‘viejo yermo púkel’ en sindarin) es una tierra ficticia descrita en el legendarium del escritor británico J. R. R. Tolkien, que aparece en su libro de Cuentos inconclusos.

## Ubicación
Las tierras de Drúwaith Iaur se encuentran al oeste de Gondor, delimitadas por los cursos de los ríos Isen, al norte y Lefnui, en el sureste. Al nordeste limita con las Montañas Blancas y al oeste con el mar.

## Etimología
El nombre Drúwaith Iaur es sindarin. Está compuesto por las palabras Drú, en referencia al pueblo del mismo nombre, waith (‘yermo’) y laur (‘viejo’).

## Historia ficticia
Estas tierras son un extenso yermo. Durante la Primera Edad el pueblo de los hombres púkel, más conocidos como drúedain ocupaban ambas caras de las Montañas Blancas, hasta que, durante la Segunda Edad, los númenóreanos ocuparon  las costas. Los drúedain sobrevivieron entonces en las montañas de Andrast que los númenóreanos nunca ocuparon. Otro resto sobrevivió en el extremo oriental de la cordillera, en Anórien. A finales de la Tercera Edad, se creyó que éstos eran los últimos sobrevivientes de su pueblo, por eso la región se llamó «el viejo yermo púkel» (Drúwaith Iaur). Los hombres de Rohan y de Gondor nunca lo habitaron y solo en contadas ocasiones penetraban en él; pero los de Anfalas creían que algunos de los antiguos «hombres salvajes» todavía vivían ocultos allí.